# Bobby Van
Bobby Van, pseudonimo di Robert Jack Stein (New York, 6 dicembre 1928 – Los Angeles, 31 luglio 1980), è stato un attore e ballerino statunitense.

## Biografia
Nato da una coppia di attori di vaudeville, Van iniziò la sua carriera come musicista, suonando la tromba. Quando la sua band si esibì in un locale nella zona dei Monti Catskill, Van ebbe l'occasione di prodursi anche come cantante e ballerino. La sua esibizione fu particolarmente apprezzata e gli aprì la strada per Broadway. Dopo essere apparso in alcuni musical teatrali, all'inizio degli anni cinquanta firmò un contratto con la MGM e apparve nei film Da quando sei mia (1952), The Affairs of Dobie Gillis (1953), in cui fu protagonista accanto a Debbie Reynolds e Bob Fosse, e nei musical Baciami Kate! (1953) e Amore provinciale (1953). In quest'ultimo film fu protagonista di un numero di danza in cui il suo personaggio esce di casa e raggiunge la città saltellando senza interruzione.
Negli anni sessanta Van lavorò come coreografo per due film di Jerry Lewis, L'idolo delle donne (1961) e Sherlocko... investigatore sciocco (1962). Apparve inoltre sul piccolo schermo accanto a Mickey Rooney in tre episodi della sitcom Mickey. Nel 1971 recitò a Broadway nel musical No, No, Nanette, che rimase in cartellone per due anni, e per la cui interpretazione Van ottenne una candidatura al Tony Award. Nel 1973 fu tra i protagonisti del film Orizzonte perduto, sua ultima apparizione sul grande schermo. Durante il decennio apparve anche in alcune serie televisive come The Eddie Capra Mysteries, Battlestar Galactica e Love Boat, e partecipò a numerosi game show sia in qualità di ospite che come presentatore.
Dopo un primo matrimonio (1952-1966) con Diane Garrett, nel 1968 Van sposò l'attrice Elaine Joyce, con la quale apparve spesso sulle scene e dalla quale ebbe una figlia, Taylor, nata nel 1976. Nel febbraio 1980 gli venne diagnosticato un tumore al cervello che lo portò alla morte il 31 luglio dello stesso anno, all'età di 51 anni. È sepolto al Mount Sinai Memorial Park Cemetery di Los Angeles.

## Filmografia parziale

### Cinema
- Gonne al vento (Skirts Ahoy!), regia di Sidney Lanfield (1952)
- Da quando sei mia (Because You're Mine), regia di Alexander Hall (1952)
- Amore provinciale (Small Town Girl), regia di László Kardos (1953)
- Baciami Kate! (Kiss Me Kate), regia di George Sidney (1953)
- Doomsday Machine, regia di Lee Sholem (1970)
- Orizzonte perduto (Lost Horizon), regia di Charles Jarrott (1973)

### Televisione
- The Ford Television Theatre - serie TV, episodio 3x32 (1955)
- Playhouse 90 - serie TV, episodio 3x03 (1958)
- L'uomo invisibile (The Invisible Man) - serie TV, episodio 1x04 (1975)
- Wonder Woman - serie TV, episodio 1x03 (1976)
- Angeli volanti (Flying High) - serie TV, episodio 1x07 (1978)
- Vega$ - serie TV, episodio 1x04 (1978)
- CHiPs - serie TV, episodio 2x06 (1978)
- Nel tunnel dei misteri con Nancy Drew e gli Hardy Boys (The Hardy Boys/Nancy Drew Mysteries) - serie TV, episodi 3x07-3x08 (1978)
- The Eddie Capra Mysteries - serie TV, episodio 1x09 (1978)
- Love Boat (The Love Boat) - serie TV, episodio 2x16 (1979)
- Skag - serie TV, episodio 1x04 (1980)
- Alle soglie del futuro (Beyond Westworld) - serie TV, episodio 1x02 (1980)